# Angela Clarke
Pour les articles homonymes, voir Clarke.
Angela Clarke, née le 14 août 1909 à New York (État de New York) et morte le 16 décembre 2010 à Moorpark (Californie), est une actrice américaine.

## Biographie
Au cinéma, Angela Clarke contribue à trente-deux films américains sortis entre 1946 et 1974, dont Le Maître du gang de Joseph H. Lewis (1949, avec Glenn Ford et Nina Foch), Houdini le grand magicien de George Marshall (1953, avec Tony Curtis et Janet Leigh), Mes sept petits chenapans de Melville Shavelson (1955, avec Bob Hope et Milly Vitale) et Les Yeux bandés de Philip Dunne (1965, avec Rock Hudson et Claudia Cardinale).
À la télévision, elle apparaît dans trente-et-une séries américaines (et une britannique), depuis Ben Casey (un épisode, 1961) jusqu'à MacGyver (un épisode, 1985).
Entretemps, citons Les Incorruptibles (deux épisodes, 1962-1963), Les Aventuriers du Far West (trois épisodes, 1965-1969), le feuilleton Le Riche et le Pauvre (un épisode, 1976) et Hôpital St Elsewhere (trois épisodes, 1984).
S'ajoutent trois téléfilms, le premier diffusé en 1973, le troisième en 1986 (ultime rôle au petit écran) ; le deuxième est Le Fantôme du vol 401 de Steven Hilliard Stern (1978, avec Ernest Borgnine et Gary Lockwood). 

## Filmographie partielle

### Cinéma
- 1947 : Othello (A Double Life) de George Cukor : Lucy
- 1948 : La Fosse aux serpents (The Snake Pit) d'Anatole Litvak : une patiente grecque
- 1949 : Le Maître du gang (The Undercover Man) de Joseph H. Lewis : Theresa Rocco
- 1949 : Corps et Âme (The Doctor and the Girl) de Curtis Bernhardt : Mlle Rourke
- 1950 : L'Araignée (Woman in Hiding) de Michael Gordon : la mère de Clara May
- 1950 : Outrage (titre original) d'Ida Lupino : Madge Harrison
- 1950 : La Cible humaine (The Gunfighter) d'Henry King : l'épouse de Mac
- 1950 : Le Dénonciateur (Captain Carey, U.S.A.) de Mitchell Leisen : Serafina
- 1951 : Espionne de mon cœur (My Favorite Spy) de Norman Z. McLeod : la bohémienne diseuse de bonne aventure
- 1951 : La Part du jeu (Darling, How Could You!) de Mitchell Leisen : infirmière
- 1951 : It's a Big Country de Clarence Brown et autres (film à sketches) : Mama Esposito
- 1951 : Le Grand Caruso (The Great Caruso) de Richard Thorpe : Mama Caruso
- 1952 : Le Fils de Géronimo (The Savage) de George Marshall : Pehangi
- 1952 : Le Miracle de Fatima (The Miracle of Our Lady Fatima) de John Brahm : Maria Rosa Abóbora dos Santos
- 1953 : L'Homme au masque de cire (House of Wax) d'André De Toth : Mme Andrews
- 1953 : Houdini le grand magicien (Houdini) de George Marshall : Mme Houdini mère
- 1953 : Tempête sous la mer (Beneath the 12-Mile Reef) de Robert D. Webb : Mama Petrakis
- 1954 : L'Égyptien (The Egyptian) de Michael Curtiz : Kipa
- 1954 : Terreur à l'ouest (The Bounty Hunter) d'André De Toth : Señora Maria Dominguez
- 1955 : Mes sept petits chenapans (The Seven Little Foys) de Melville Shavelson : Clara Morando
- 1965 : Les Yeux bandés (Blindfold) de Philip Dunne : Lavinia Vincenti

### Télévision

#### Séries
- 1961 : Ben Casey
  - Saison 1, épisode 1 To the Pure de Fielder Cook : Mme Salazar
- 1962-1963 : Les Incorruptibles (The Untouchables)
  - Saison 4, épisode 9 L'École de la mort (Come and Kill Me, 1962 - Catherine Chavis) de Robert Gist et épisode 23 Le Trouble-fête (The Spoiler, 1963 - Mme Santos) de László Benedek
- 1962-1964 : Gunsmoke ou Police des plaines (Gunsmoke ou Marshal Dillon)
  - Saison 8, épisode 3 Quint Asper Comes Home (1962 - Topsanah) d'Andrew V. McLaglen et épisode 30 The Far Places (1963 - Carrie Newcom)
  - Saison 9, épisode 31 Trip West (1964) : Mme Crabbe
- 1964 : Au-delà du réel (The Outer Limits)
  - Saison 1, épisode 23 La Seconde Chance (Second Chance) de Paul Stanley : Sue Ann Beasley
- 1965-1969 : Les Aventuriers du Far West (Death Valley Days)
  - Saison 13, épisode 15 The Trouble with Taxes (1965) d'Harmon Jones : Rosie Winters
  - Saison 14, épisode 22 The Firebrand (1966) : Theresa Pico
  - Saison 18, épisode 8 The Great Pinto Bean Gold Hunt (1969) de Jack Hively : Serafina
- 1965-1970 : Bonanza
  - Saison 6, épisode 32 Jonas (Jonah, 1965) de William F. Claxton : Teresa
  - Saison 11, épisode 14 It's a Small World (1970) de Michael Landon : Mme Marshall
- 1966 : Le Virginien (The Virginian)
  - Saison 4, épisode 20 The Inchworm's Got No Wings at All de Paul Stanley : Mary Tait
- 1966 : Le Jeune Docteur Kildare (Dr. Kildare)
  - Saison 5, épisode 51 The Art of Taking a Powder d'Herschel Daugherty, épisode 52 Read to Book and Then See the Picture d'Herschel Daughery : Dahlia Rossi
- 1966 : Daniel Boone
  - Saison 3, épisode 2 The Allegiances d'Earl Bellamy : Wanona
- 1967 : Mission impossible (Mission: Impossible), première série
  - Saison 2, épisode 3 Les Survivants (The Survivors) de Paul Stanley : Nancy Stoner
- 1968 : Le Grand Chaparral (The High Chaparral)
  - Saison 1, épisode 27 A Joyful Noise de Richard Benedict : Sœur Luke
- 1971 : Opération danger (Alias Smith and Jones)
  - Saison 1, épisode 9 Stagecoach Seven de Richard Benedict : Hannah Utley
- 1974 : Kojak, première série
  - Saison 2, épisode 13 Amour fou (Cross Your Heart and Hope to Die) : Mme Harrington
- 1974-1975 : Petrocelli
  - Saison 1, épisode 9 An Act of Love (1974) de Paul Stanley : Mme Donato
  - Saison 2, épisode 3 Five Yards of Trouble (1975) de Joseph Pevney : Mme Moran
- 1976 : Le Riche et le Pauvre (Rich Man, Poor Man), feuilleton, épisode 3 (Part III: Chapter 5) de Boris Sagal : Mme Jardino
- 1977-1978 : Baretta
  - Saison 4, épisode 1 New Girl in Town (1977 - Mama) de Paul Stanley et épisode 20 The Gadjo (1978 - Mme Volga) de Don Medford
- 1978 : L'Île fantastique (Fantasy Island)
  - Saison 2, épisode 8 Le Retour / L'Homme fort (Return/The Toughest Man Alive) d'Earl Bellamy : Nana
- 1983 : Voyages au bout du temps (Voyagers!)
  - Saison unique, épisode 17 Le Choix d'un président (Destiny's Choice) de Paul Stanley : Sara Delano Roosevelt
- 1983 : Brookside (série britannique)
  - Saison 1, épisode 67 Better Things to Do de Chris Clough et épisode 68 In Clink de Chris Clough : Elsa
- 1984 : Hôpital St Elsewhere (St. Elsewhere)
  - Saison 2, épisode 15 Attack de Kevin Hooks, épisode 16 After Dark d'Eric Laneuville et épisode 17 Vanity de Mark Tinker : Emma Keuhnelian
- 1985 : MacGyver, première série
  - Saison 1, épisode 9 Les Frères ennemis (The Prodigal) d'Alexander Singer : Caterina Bennett

#### Téléfilms
- 1973 : The Girl Most Likeky to... de Lee Philips : une actrice
- 1978 : Le Fantôme du vol 401 (The Ghost of Flight 401) de Steven Hilliard Stern : Mme Collura